# Eschberg
Eschberg est un quartier de la ville allemande de Sarrebruck en Sarre. Il compte près de 7000 habitants. 

## Histoire
En 1400, il y avait une ferme appartenant à un homme appelé Espergers Hensel . La ville acquit la région d'Eschberg en 1937. C'est la partie la plus récente de Sarrebruck. Les premières maisons ont été construites en 1953. Depuis 1963, Eschberg est une zone résidentielle. 

## Démographie
| 1965  | 1975  | 1985  | 1995  | 2005  | 2010  |
| ----- | ----- | ----- | ----- | ----- | ----- |
| 6 700 | 7 100 | 8 100 | 7 800 | 6 900 | 7 000 |